# Démoszthenész
Démoszthenész (ógörögül: Δημοσθένης, latinul: Demosthenes), (Kr. e. 384 – Kr. e. 322) athéni politikus, szónok, a tíz attikai szónok egyike, II. Philipposz makedón király és Nagy Sándor ellenfele. Az elsők között ismerte fel Makedónia hatalmának félelmetes növekedését. Szenvedélyes beszédeinek nagy szerepe volt abban, hogy Athén szembeszállt Makedóniával.

## Élete
Módos athéni családból származott, de atyja halála után csak szónoki tehetsége révén védhette meg vagyonát. Ehhez le kellett győznie beszédhibáját és – ebből fakadó – gátlásait. Kíméletlen önfegyelemmel csiszolta beszédkészségét: szájába kavicsokat vett, közben pedig beszédszövegeket szavalt. Többek között Iszaiosznál, az örökösödési ügyek szakértőjénél tanult.

## Pályája
A politikai életbe a 350-es évek közepétől kapcsolódott be az ún. háromesztendős háborúban elszenvedett athéni vereség idején. Kezdetben a békepárti Eubulosz híve, később azonban felismerte, hogy nagyobb veszélyt jelenthet a terjeszkedő Makedónia. Első, II. Philipposz, illetőleg a makedónok elleni híres lázító beszédét, filippikáját 351-ben mondta el. Jóllehet, Démoszthenész féltette a poliszok függetlenségét és a görög kultúrát a makedónoktól, 346-ban mégis – állítása szerint taktikai megfontolásból – a békekötés mellett lépett fel. 344-től azonban szemben állt a makedónbarát párttal és annak vezetőjével, Iszokratésszal.
340-ben és 339-ben az athéni nép mindezért aranykoszorúval jutalmazta. 338-ban Thébaival szövetségben kitört a háború Makedónia ellen. A khairóneiai csatában – melyben maga is részt vett – azonban vereséget szenvedtek.
323-ban, Nagy Sándor halála után újra a függetlenségi mozgalmak élére állt, de a vereség után Démoszthenész újra menekülésre kényszerült, Kalaureia szigetén Poszeidón templomában méreggel vetett véget életének i. e. 322 őszén, Püanepszión hónapban.

## Művei
- Olünthoszi beszédek
- Philipposz elleni beszédek
- A hűtlen követség ügyében

### Magyarul
- Demosthenes Beszédei; ford. Télfy János; Lampel, Pest, 1862 (Ó-kori klassikusok. Hellen remekírók magyar fordításban)
- Demosthenes harmadik philippikája; ford. Borsos Károly; Gyikó Ny., Mezőtúr, 1899
- Demosthenes Beszédei; ford. Télfy Iván, átnézte Kempf József; 2. kiad.; Lampel, Budapest, 1902 (Ó-kori klassikusok Hellen remekírók magyar fordításban)
- Demosthenes első és második philippikája; ford. Borsos Károly; Gyikó Ny., Mezőtúr, 1902
- Demosthenes Philippikái; ford., bev., jegyz. Borsos Károly; Lampel, Budapest, 1902 (Magyar könyvtár)
- Demosthenes válogatott beszédei; ford., jegyz. Incze József; Kókai, Budapest, 1903
- Demosthenes válogatott beszédei; ford., bev., jegyz. Földi József; Lampel, Budapest, 1903
- Demosthenes beszéde Ktesiphon mellett a koszorú-ügyben skolai és magánhasználatra; ford., bev., jegyz. Bölcskei Lajos és Schäffer Mihály, Franklin, Budapest, 1907 (Jeles írók iskolai tára)
- Demosthenes válogatott beszédei; ford., bev., jegyz. Földi József; 2., jav. kiad.; Lampel, Budapest, 1911
- A hűtlen követség; Magyar Helikon–Európa, Budapest, 1975 (Az ókori irodalom kiskönyvtára)
- Démoszthenész philippikái; ford. Borsos Károly fordítása, szerk., utószó Bálint István János; Magyar Ház, Budapest, 2000 (Magyar Ház könyvek)
- Vilmos László: "Gyilkos nem távozhat szabadon?". Démosthenés Aristokratés elleni beszéde, avagy pillanatfelvétel az athéni demokráciáról; Kronosz, Pécs, 2014